# Vicente Guerrero, Río Bravo
Vicente Guerrero är en ort i Mexiko.   Den ligger i kommunen Río Bravo och delstaten Tamaulipas, i den östra delen av landet, 700 km norr om huvudstaden Mexico City. Vicente Guerrero ligger 24 meter över havet och antalet invånare är 176.
Terrängen runt Vicente Guerrero är mycket platt. Runt Vicente Guerrero är det ganska tätbefolkat, med 62 invånare per kvadratkilometer. Vicente Guerrero är det största samhället i trakten. Trakten runt Vicente Guerrero består till största delen av jordbruksmark.